# عصام بحري
عصام بحري، لاعب كرة قدم سعودي، يلعب في الوسط في نادي أبها.